# Muhlenbergia brevis
Muhlenbergia brevis är en gräsart som beskrevs av Leslie Newton Goodding. Muhlenbergia brevis ingår i släktet muhlygräs, och familjen gräs. Inga underarter finns listade i Catalogue of Life.